# Wilhelm Martin Luther
Wilhelm Martin Luther (* 27. November 1912 in Erdmannrode; † 2. Juni 1962 in Göttingen) war ein deutscher Bibliothekar, Musikwissenschaftler und Direktor der Niedersächsischen Staats- und Universitätsbibliothek Göttingen.

## Leben
Luther war der Sohn des Lehrers Heinrich Luther und seiner Frau Ruth Maichel. Er besuchte das Gymnasium in Hersfeld und studierte Musikwissenschaft, Philosophie und Theologie in Göttingen und Berlin. 1936 (1942) wurde er mit einer Arbeit zu Gallus Dreßler in Göttingen promoviert, sein Studium schloss er mit Promotion und Staatsexamen ab. Er trat 1939 in den wissenschaftlichen Bibliotheksdienst ein; nach seiner Fachprüfung 1941 an der Staatsbibliothek zu Berlin war er an der UB Göttingen tätig.
Unter Karl Julius Hartmann stieg er zum stellvertretenden Direktor auf, 1958 folgte er ihm in seinem Amt nach. Luther setzte sich vor allem für die Wiedereinrichtung des Deutschen Leihverkehrs nach dem Ende des Zweiten Weltkriegs sowie die (Zentral-)Katalogisierung ein. So wurde in Göttingen der „Zentralkatalog der Auslandsliteratur“ gepflegt, der eine wichtige Grundlage für den Leihverkehr bildete. Weiterhin gründete er den Niedersächsischen Zentralkatalog, richtete den Göttinger Zeitschriftennachweis ein und stieß eine Umarbeitung des Göttinger Schlagwortkatalogs an.
Neben seiner Arbeit in der Bibliothek war er auch in der Lehre aktiv und veröffentlichte mehrere Beiträge zur Bibliothekswissenschaft und dem Bibliothekswesen. 1959 wurde er zum Honorarprofessor in Göttingen ernannt, wo er allgemeine Bibliographie und Dokumentation, Bibliothekskunde und Wissenschaftsgeschichte lehrte. Für die zweite Auflage des „Handbuchs der Bibliothekswissenschaften“ überarbeitete er das Kapitel über die Bibliotheksbenutzung, gemeinsam mit Wilhelm Krabbe verfasste er das „Lehrbuch der Bibliotheksverwaltung“.
Mit Willi Kahl publizierte er das „Repertorium der Musikwissenschaft“, einen wichtigen Standortnachweis für Musikliteratur in deutschen Bibliotheken. Anlässlich des 200. Todestags von Johann Sebastian Bach bereitete er die Ausstellung „Documenta“ vor, die außer in Göttingen auch in Schaffhausen, in Florenz und Mailand gezeigt wurde und mehr als 20.000 Besucher anzog. Seit 1961 wirkte Luther zudem als Direktor des Johann-Sebastian-Bach-Instituts in Göttingen.
Bis kurz vor seinem Tod war Luther in verschiedenen Berufsverbänden aktiv: Er gehörte dem Verein deutscher Bibliothekarinnen und Bibliothekare (VDB), dem Bibliotheksausschuss der Deutschen Forschungsgemeinschaft (DFG) sowie der Association Internationale des Bibliothèques Musicales (Vorsitzender von 1951 bis 1953) an und war Vorsitzender der Sektion „Universitätsbibliotheken“ der International Federation of Library Associations and Institutions (IFLA). 1961 wurde er zum Vorsitzenden des VDB gewählt, musste das Amt aber aufgrund einer schweren Erkrankung bereits nach einigen Monaten niederlegen. Luther verstarb am 2. Juni 1962 in Göttingen.

## Schriften (Auswahl)
- Gallus Dressler (1533 bis etwa 1589). Ein Beitrag zur Geschichte des protestantischen Schulkantorats im 16. Jahrhundert (= Göttinger musikwissenschaftliche Arbeiten. 1). Göttingen 1942 (zugleich: Göttingen, Univ.-Diss.).
- (Hrsg.): Johann Sebastian Bach. Documenta. Kassel/ Basel 1950.
- zusammen mit Wilhelm Krabbe: Lehrbuch der Bibliotheksverwaltung. Stuttgart 1953.
- zusammen mit Willi Kahl (Hrsg.): Repertorium der Musikwissenschaft. Musikschrifttum, Denkmäler und Gesamtausgaben in Auswahl (1800–1950) mit Besitzvermerken deutscher Bibliotheken und musikwissenschaftlicher Institute. Kassel/ Basel 1953.
- Der internationale Leihverkehr. In: Libri. Band 7, 1957, S. 2–3, S. 97–120, doi:10.1515/libr.1958.7.1-4.97.
- Die nicht-liturgischen Musikinkunabeln der Göttinger Bibliothek. In: Christian Voigt (Hrsg.): Libris et litteris. Festschrift für Hermann Tiemann zum 60. Geburtstag am 9. Juli 1959. (= Veröffentlichung. Maximilian-Gesellschaft. 75). Hamburg 1959, S. 130–148.
- Die Bibliotheksbenutzung. In: Fritz Milkau, Georg Leyh (Hrsg.): Handbuch der Bibliothekswissenschaft. 2. Auflage. Wiesbaden 1961, S. 357–507.